# Gmina Krzywiń
Die Gmina Krzywiń [ˈkʂɨvʲiɲ] ist eine Stadt-und-Land-Gemeinde im Powiat Kościański der Woiwodschaft Großpolen in Polen. Ihr Sitz ist die gleichnamige Stadt (deutsch Kriewen) mit etwa 1700 Einwohnern.

## Geographie
Die Gemeinde liegt etwa 40 Kilometer südlich der Stadt Posen. Wichtigstes Fließgewässer ist die Obra.

## Gliederung
Zur Stadt-und-Land-Gemeinde Krzywiń gehören neben der Stadt selbst 23 Dörfer (deutsche Namen amtlich bis 1945) mit einem Schulzenamt:
- Bielewo (Bielewo, 1906–1945 Bleichen)
- Bieżyń (Biezyn, 1939–1945 Laufern)
- Cichowo (Cichowo, 1939–1945 Schönblick)
- Czerwona Wieś (Rothdorf, 1939–1945 Rotdorf)
- Gierłachowo (Gierlachowo, 1939–1945 Jägerndorf)
- Jerka (Jerka, 1939–1945 Jägern)
- Jurkowo (Jurkowo, 1939–1945 Georgsdorf)
- Kopaszewo (Kopaszewo, 1939–1945 Grabenau)
- Lubiń (Lubin)
- Łagowo (Lagowo, 1939–1945 Ludwigsberg)
- Łuszkowo (Luszkowo, 1939–1945 Hohenanger)
- Mościszki (Mosciszki, 1939–1945 Seebrück)
- Nowy Dwór (Neuhof)
- Rąbiń (Rombin, 1939–1945 Ackerrode)
- Rogaczewo Małe (Klein Rogaczewo, 1939–1945 Hirschfelde)
- Rogaczewo Wielkie (Groß Rogaczewo, 1939–1945 Hirschwiese)
- Świniec (Swiniec, 1939–1945 Schweinern)
- Teklimyśl (Teklimysl, 1939–1945 Wiesengrund)
- Wieszkowo (Wieszkowo, 1939–1945 Wischern)
- Zbęchy (Zbenchy, 1939–1945 Schönzell)
- Zbęchy-Pole
- Zgliniec (Zgliniec, 1939–1945 Letten)
- Żelazno (Zelazno, 1939–1945 Eisental)

Weitere kleinere Ortschaften der Gemeinde sind Boża Wola, Jurkowo-Huby, Kuszkowo, Polesie, Rąbinek, Stary Dębiec, Szurkowo und Wymysłowo.